# Physalacria indica
Physalacria indica är en svampart som beskrevs av Chandrash. & Natarajan 1979. Physalacria indica ingår i släktet Physalacria och familjen Physalacriaceae.   Inga underarter finns listade i Catalogue of Life.